# Raková (powiat Czadca)
Raková (węg. Trencsénrákó) – wieś i gmina (obec) w powiecie Czadca, kraju żylińskim, w północnej Słowacji. Wieś lokowana w roku 1658.